# عبد الله دواري
عبد الله بن أحمد دواري فنان مسرحي سعودي، ولد في مدينة الطائف عام 1996. يعد من فناني المسرح في المملكة العربية السعودية. بدأ اهتمامه بالمسرح بالتمثيل ثم السينوغرافيا ، يشغل حالياً منصب مسؤول العلاقات العامة والإعلام بـ الجمعية العربية السعودية للثقافة والفنون و الأمين العام لـفرقة مسرح الطائف.

## الحياة العلمية والمهنية
درس في مراحل التعليم العام بمدينة الطائف ثم التحق بجامعة الطائف ليدرس علم الأحياء الدقيقة ثم ذهب ليلتحق بالكوادر الطبية كفني مختبرات طبية ، عمل كرئيس قسم بكتيريا بأحد المستشفيات الخاصة ثم انتقل للعمل كرئيس قسم التنسيق الإكلينيكي بمركز لتأهيل متعاطي المؤثرات العقلية 

## العمل الفني والمشاركات
- كانت بداياته عام 2011 بالانضمام إلى عضوية جمعية الثقافة والفنون في الطائف.
- عضو لجنة الفنون المسرحية بجمعية الثقافة والفنون بالطائف.
- عمل كمدير طواقم فنية لثلاث سنوات متتالية في سوق عكاظ.
- شارك وقاد عدد من اللجان الفنية بالمهرجانات المحلية.
- شارك في عدد من المهرجانات العربية والخليجية والدولية.
- أخرج عدد من الاحتفالات الوطنية والفنية .[3][4]

| المسرحية              | التاريخ | الصفة            | ملاحظات |
| --------------------- | ------- | ---------------- | ------- |
| مشهدية تشويش          | 2013    | ممثل             |         |
| مسرحية الرحلة         | 2014    | ممثل             |         |
| مسرحية حائط من ورق    | 2015    | ممثل             |         |
| مسرحية الكنز للأطفال  | 2016    | ممثل             |         |
| مسرحية المشفى الليلي  | 2017    | ممثل             |         |
| مسرحية تشابك          | 2018    | فني إضاءة        |         |
| مسرحية تنصيص          | 2018    | ممثل / سينوغراف  |         |
| مسرحية البابور        | 2018    | سينوغراف         |         |
| مسرحية نقطة آخر السطر | 2019    | فني إضاءة- صوت   |         |
| مسرحية ملف انجليزي    | 2020    | فني إضاءة- صوت   |         |
| مسرحية شبابيك         | 2022    | فني إضاءة- صوت   |         |
| مسرحية ساكن متحرك     | 2022    | مصمم ومنفذ إضاءة |         |
| مسرحية ضوء            | 2023    | فني إضاءة- صوت   |         |
|                       |         |                  |         |

## الجوائز والتكريمات
- جائزة افضل سينوغراف عربي بمهرجان الدن المسرحي بسلطنة عمان.[17]
- فاز بجائزة أفضل عرض في مهرجان الشارقة للمسرح الخليجي عام 2017.[18]
- جائزة افضل ممثل بدورة النظير المسرحي.
- كرم بختياره أحد سفراء منطقة جازان.[19]
- فاز بجائزة أفضل عرض في مهرجان الشارقة للمسرح الخليجي عام 2017.
- اختياره وتكريمه من الجمعية العربية السعودية للثقافة والفنون لجهوده البارزة في إثراء الحراك المسرحي السعودي والخليجي والعربي [20]
- تكريمه من سمو محافظ الطائف لتمثيله المشرف للمملكة العربية السعودية ضمن الوفد المشارك بمهرجان القاهرة الدولي للمونودراما ومهرجان الإسكندرية الدولي.[21]